# La Colomina (Mur)
La Colomina és un paratge d'antics camps de conreu del municipi de Castell de Mur, al Pallars Jussà, a l'antic terme de Mur, en terres del poble de Collmorter.
Està situat al sud-oest de Collmorter i al sud-est de Santa Maria de Mur, al costat sud-est de Cal Franxo i al nord de les Cornelles.